# 墨卡托級數
在數學內，墨卡托級數（Mercator series）或者牛頓-墨卡托級數（Newton–Mercator series）是一個自然對數的泰勒級數：
{\displaystyle \ln(1+x)\;=\;x\,-\,{\frac {x^{2}}{2}}\,+\,{\frac {x^{3}}{3}}\,-\,{\frac {x^{4}}{4}}\,+\,\cdots .}
使用大寫sigma表示則為
{\displaystyle \ln(1+x)\;=\;\sum _{n=1}^{\infty }{\frac {(-1)^{n+1}}{n}}x^{n}.}
當 −1 < x ≤ 1時，此級數收斂於自然對數（加了1）。

## 歷史
這級數被尼古拉斯·墨卡托、艾薩克·牛頓和格雷戈里·聖文森（Gregory Saint-Vincent）分別獨立發現。首先被墨卡托出版於其1668年時的著作Logarithmo-technica。

## 推導
這級數可以由泰勒公式導出，藉由不斷地計算第n次ln x在x = 1時的微分，一開始是
{\displaystyle {\frac {d}{dx}}\ln x={\frac {1}{x}}.}
或者，我們可以從有限的等比數列開始(t ≠ −1)
{\displaystyle 1-t+t^{2}-\cdots +(-t)^{n-1}={\frac {1-(-t)^{n}}{1+t}}}
這可以導出
{\displaystyle {\frac {1}{1+t}}=1-t+t^{2}-\cdots +(-t)^{n-1}+{\frac {(-t)^{n}}{1+t}}.}
然後得到
{\displaystyle \int _{0}^{x}{\frac {dt}{1+t}}=\int _{0}^{x}\left(1-t+t^{2}-\cdots +(-t)^{n-1}+{\frac {(-t)^{n}}{1+t}}\right)\,dt}
接著逐項積分，
{\displaystyle \ln(1+x)=x-{\frac {x^{2}}{2}}+{\frac {x^{3}}{3}}-\cdots +(-1)^{n-1}{\frac {x^{n}}{n}}+(-1)^{n}\int _{0}^{x}{\frac {t^{n}}{1+t}}\,dt.}
若−1 < x ≤ 1，餘項會在{\displaystyle n\to \infty }時趨近於零。

這個表示法可以重複積分k次，得到
{\displaystyle -xA_{k}(x)+B_{k}(x)\ln(1+x)=\sum _{n=1}^{\infty }(-1)^{n-1}{\frac {x^{n+k}}{n(n+1)\cdots (n+k)}},}

這裡的
{\displaystyle A_{k}(x)={\frac {1}{k!}}\sum _{m=0}^{k}{k \choose m}x^{m}\sum _{l=1}^{k-m}{\frac {(-x)^{l-1}}{l}}}
和
{\displaystyle B_{k}(x)={\frac {1}{k!}}(1+x)^{k}}
都是x的多項式。

## 特例
令墨卡托級數裡面的x = 1，則我們會得到交錯調和級數
{\displaystyle \sum _{k=1}^{\infty }{\frac {(-1)^{k+1}}{k}}=\ln 2.}

## 複數級數
下面的複數冪級數
{\displaystyle z\,-\,{\frac {z^{2}}{2}}\,+\,{\frac {z^{3}}{3}}\,-\,{\frac {z^{4}}{4}}\,+\,\cdots }
是ln(1 + z)的泰勒級數，這裡ln代表複對數（complex logarithm）的主要分支（principal branch）。這個級數收斂於一個開放的單位圓盤 |z| < 1 以及圓 |z| = 1 ， z = -1除外 (根據阿貝爾判別法)，而且這裡的收斂對每個半徑小於一的圓盤是一致的 。